# Exochus parnassicus
Exochus parnassicus là một loài tò vò trong họ Ichneumonidae.